# Apuani

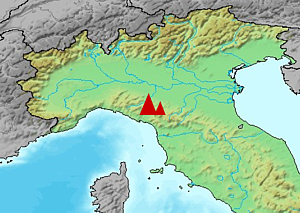
Localisation des Alpes Apuanes en Italie.

Les Apuans (latin :  Apuani) étaient une importante tribu antique des Ligures dans ce qui est maintenant le nord-ouest de l'Italie. Selon le récit de l'historien romain Tite Live, ils semblent avoir été la tribu ligure la plus orientale. Ils se sont installés dans la région de Pontremoli dans la haute vallée de la Macra (aujourd'hui Magra), rivière frontalière entre la Ligurie et l'Étrurie.

## Histoire
Le peuple apuan est mentionné pour la première fois en 187 av. J.-C. lorsqu'il est vaincu et forcé de se soumettre par le consul Caius Flaminius qui avait remonté les Apennins jusqu'au nord de la péninsule en voulant empêcher leurs invasions constantes dans les territoires de Bononia et de Pise. Leur dernière ville sert aux Romains à partir du début du IIe siècle av. J.-C. comme base dans les guerres contre les Ligures En 186, les Apuans attirèrent le consul Quintus Marcius Philippus dans des gorges forestières éloignées et étroites et l'attaquent. Les Romains perdirent 4 000 soldats et trois cohortes dans la bataille. Cet endroit a été nommé depuis lors « Marcius Saltus ». La colline au-dessus du lieu supposé de la bataille, placée dans une gorge étroite, porte encore le nom de Colle Marcio. 
Après plusieurs campagnes, la défaite romaine est vengée dans les années suivantes et les consuls attaquent les Apuans à partir de 181 av. J.-C. : Publius Cornelius Cethegus et Marcus Baebius Tamphilus, en 180 av. J.-C., réussissent à les vaincre et déplacent la tribu composée d'environ 40 000 membres, dont des femmes et des enfants à Samnium dans les plaines inhabitées de l'« Ager Taurasinus » (du nom de la première ville samnite de Taurasia) dans la région de Beneventum. La même année 180 av. J.-C. le consul Quintus Fulvius Flaccus, continuant l'action de son prédécesseur, déplace les 7 000 Apuans restés dans leur territoire d'origine auprès de leurs compatriotes déjà réinstallés en Samnium. La communauté semble avoir été prospère et subsiste longtemps après parmi les populations du Samnium sous le nom de Ligures Baebiani et Corneliani jusqu'au le règne de Trajan. Les Apuans laissés dans leur territoire d'origine se soulèvent en 155 av. J.-C. mais leur rébellion est réprimée par le consul Marcus Claudius Marcellus. L'établissement de colonies romaines à Pise et Lucca (Lucques moderne) quelques années plus tard tend à consolider la conquête ainsi obtenue et établit définitivement la domination romaine jusqu'à la Macra et au principal port romain de Luna (Luni moderne) où une colonie romaine avait été fondée en 177 av. J.-C..
Les montagnes autour de Carrare, les Alpes Apuanes, portent le nom de ce peuple ancien.